# Kiril Gerassimow
Kiril Gerassimow (bulgarisch Кирил Герасимов; * 3. Februar 1946) ist ein ehemaliger bulgarischer Eishockeyspieler. 

## Karriere
Kiril Gerassimow nahm für die bulgarische Nationalmannschaft an den Olympischen Winterspielen 1976 in Innsbruck teil. Mit seinem Team belegte er den zwölften und somit letzten Platz. Er selbst kam im Turnierverlauf in sechs Spielen zum Einsatz und erzielte dabei je zwei Tore und zwei Vorlagen.  